# Гончар Андрій Петрович
Андрі́й Петро́вич Гонча́р (10 листопада 1936 , Деньги, Київська область ) — актор Одеського театру юного глядача імені Юрія Олеші, народний артист УРСР (1981), лауреат Державної премії України ім. Т. Шевченка 1982 року.

## Біографія
Народився 10 листопада 1936 року в родині колкоспників у селі Деньги, тепер Золотоніський район, Черкаська область, Україна. 1960 року закінчив акторський факультет Київського інституту театрального мистецтва ім. І. Карпенка-Карого, майстерня Івана Чабаненка, викл. Л. А. Олійник.
В 1960—1961 — актор Чернігівського обласного театру ім. Т.Шевченка,
- 1961—1962 — актор  Кримського російського драматичного театру ім. О. М. Горького,
- 1962—1964 — актор Камчатського обласного драматичного театру,
- 1964—1965 — актор Черкаського обласного драматичного театру,
- 1965—1970 — актор  Одеського російського драматичного театру ім. А. Іванова,
- 1970—1973 — актор  першого драматичного театру Групи радянських військ в Німеччині.

З 1973 — актор, з 1991 — художній керівник Одеського російського драматичного театру ім. А. Іванова.
Член Спілки театральних діячів України — з 1968.
Починаючи 2009 роком — актор Одеського театру юного глядача.
Театральні ролі:
- Альбер — «Се ля ві, мій дорогий» Жана-Жака Брікера та Моріса Ласега,
- Чарнота — «Біг» Булґакова,
- Папа — «Кішка на розпеченому даху» Вільямса,
- Борис — «Конкурс» Ґаліна,
- Клаузен — «Перед заходом сонця» Гауптмана,
- Реджі — «Квартет» Гарвуда,
- Риппофратт — «Трактирниця» Ґольдоні,
- Зиков — «Зикови» Горького,
- Дятлов — «Третя патетична» Дятлова,
- Гнат — «Безталанна» Карпенка-Карого,
- Богдан — «Богдан Хмельницький» Корнійчука,
- Петро I — «Антихрист» Мережковського,
- Оронот — «Урок дружинам» Мольєра,
- Борис, Мамаєв — «Гроза», «Мудрець» Островського,
- Ігор — «Поки вона помирала» Птушкіної,
- Росс — «Остання зупинка» Ремарка,
- Геракл — «Сьомий подвиг Геракла» Рощіна,
- Микола I — «Людина вище своєї долі» Салинського,
- Казанець — «Стряпуха» Софронова,
- Блюхер, Андрій, Гоєвой, Анатолій, Василевський («Коли мертві оживають», «Люди в сірих шинелях», «Біля голубого Дунаю», «Суд матері», «Маршал Жуков» Рачади),
- Смірнов, Ґаєв — «Ведмідь», «Вишневий сад» Чехова,
- Єнукідзе — «Большевики» Шатрова,
- Тібальд, Дункан — «Ромео і Джульєтта»,
- «Макбет» Шекспіра,
- Руфій — «Цезар і Клеопатра» Шоу.

Зіграв  ролі в кінофільмах:
- ДЕФА — «Стиглі вишні»,
- Кіностудія імені Олександра Довженка — «Ключі від неба», 1964, режисер Віктор Іванов,
- «Вигідний контракт», 1979, режисер Володимир Савельєв,
- «Геллі і Нок», 1995, режисер Вадим Іллєнко,
- Мосфільм — «Оборона Севастополя»,
- Одеська кіностудія — «Блакитний патруль» — 1974, режисер Теймураз Золоєв,
- «Важкий участок» — 1977, режисер В'ячеслав Колегаєв,
- «Артем» — 1978, режисери Микола Кошелєв та Валентин Морозов,
- «Пригоди Електроніка», 1979, режисер Костянтин Бромберг,
- «Тільки в мюзик-холі», 1980, режисер Микола Ковальський,
- «Депутатський час», 1980, режисер Олександр Павловський,
- «Довгий шлях в лабіринті» — 1981, режисер Василь Левін,
- «Золоті черевички», 1981, режисер Валентин Козачков,
- «Бій на перехресті», 1982, режисер Анатолій Тютюнник,
- «Весільний подарунок» — 1982, режисер Ролан Биков, Резо Есадзе та Олександр Ігішев
- «Подвиг Одеси», 1985, режисер Володимир Стрєлков,
- «Поїзд поза розкладом», 1985, режисер Олександр Гришин,
- «Золоте весілля», 1987, режисер Наталія Мотузко,
- «День кохання», 1990, режисер Олександр Полинников,
- «Господня риба», 1991, композитор Ігор Кантюков,
- Кіностудія імені Горького — «Хутірець в степу», 1970, режисер Борис Бунеєв,
- Узбекфільм — «Вогненні дороги», 1977—1984, режисер Шухрат Аббасов,
- серіал «Комедійний коктейль», 2002—2004, режисер Юрій Стицьковський, 19-а серія.
- 2007 — «Ліквідація», режисер Сергій Урсуляк.

## Нагороди
- Медалі «За доблесну працю» (1970), «Ветеран праці» (1987).
- Звання "Народний артист УРСР" (1981).
- Звання "Заслужений артист УРСР" (1978).
- Державна премія Української РСР  ім. Т. Шевченка (1982).
- За виконання головної ролі у виставі Одеського ТЮГу «Потап Урлов» удостоєний  премії ім. Л. Бугової та І. Твердохліба (як найкращий актор року в Одесі театрального сезону 2009/2010).

## Родина
- Дочка Наталія — актриса Національного академічного драматичного театру ім. І.Франка.
- Син Денис закінчив Одеський національний універиситет ім. І.Мечникова.